# Mark Davis (cestista 1973)
Mark Anthony Davis (Thibodaux, 26 aprile 1973) è un ex cestista statunitense, professionista nella NBA e in Europa.

## Carriera
È stato selezionato dai Minnesota Timberwolves al secondo giro del Draft NBA 1995 (48ª scelta assoluta).